# ついひじ杏奈
ついひじ 杏奈（ついひじ あんな、2000年〈平成12年〉9月21日 - ）は、日本のタレント、女優である。群馬県出身。
ホリ・エージェンシーを退所したことを、Instagramで2024年6月1日公表した。

## 来歴・人物
趣味はクラリネット、ピアノ。

## 出演

### 映画
- グラス☆ホッパー（2013年11月9日、群馬県まち映画）
- サンゴーヨン★サッカー（2015年2月21日、群馬県まち映画） - 主演・石田亜美 役
- 掴んだら、ドン（2017年10月14日、第3回石川シネマフェスティバル 石川PR短編映画） - 主演・吉田彩音 役
- ちはやふる -結び-（2018年3月17日、東宝）
- コーヒーが冷めないうちに（2018年9月21日、東宝）
- セブンティーン モータース（2019年6月2日） - 大野さやか 役
- 記憶屋 あなたを忘れない（2020年1月17日、松竹）
- ヤウンペを探せ!（2020年11月20日、吉本興業） - 若い美里 役
- お別れの歌（2020年12月3日、MOOSIC LAB 2020-2021）
- 鳩の撃退法（2021年8月27日、松竹） - 佐野 役
- ほなまた明日（2024年3月23日） - 主演・草馬ナオ 役[3]

### テレビドラマ
- 科捜研の女 Season15 第8話（2016年1月14日、テレビ朝日） - 保坂麻衣 役
- 怪盗山猫 第1話・第2話（2016年1月16日 - 28日、日本テレビ） - 結菜 役
- 武道館 第4話（2016年2月27日、フジテレビ） - 下級生 役
- 連続ドラマW 希望ヶ丘の人びと（2016年7月16日 - 8月13日、WOWOW） - 田島圭子（中学時代） 役
- 仰げば尊し（2016年7月17日 - 9月11日、TBS） - 時任杏奈 役
- お母さん、娘をやめていいですか?（2017年1月13日 - 3月3日、NHK） - 橋本杏 役
- 大貧乏 第4話（2017年1月29日、フジテレビ）
- &美少女 NEXT GIRL meets Tokyo 第7話（2017年6月8日、フジテレビ） - 石野彩美 役
- 娘の結婚（2018年1月18日、テレビ東京） - 喫茶店の店員・綾乃 役
- サバイバル・ウェディング（2018年7月14日 - 9月22日、日本テレビ） - 橋本マイ 役
- こんな未来は聞いてない!!（2018年9月29日 - 12月1日、フジテレビ） - 剣崎好美 役
- 土曜時代劇 赤ひげ（2018年10月20日、NHK） - おえい 役
- きみが心に棲みついた（2018年1月16日 - 3月20日、TBS） - 小川菜穂子 役
- 新しい王様 Season1 第3話・第4話・第6話・第7話（2019年1月10日・11日・15日・16日、TBS） - 並木ひかる 役
- わたし、定時で帰ります。 第1話（2019年4月16日、TBS） - 小泉咲 役
- 恋の病と野郎組 第6話・第9話（2019年8月24日・9月14日、BS日テレ） - 馬場 役
  - 恋の病と野郎組 Season2 第6話・最終話（2022年2月28日・3月28日、日本テレビ）
- W県警の悲劇 第2話（2019年8月3日、BSテレ東） - 北咲良 役
- 磯野家の人々〜20年後のサザエさん〜（2019年11月24日、フジテレビ） - アパレル会社の後輩 役
- パニックコマーシャル（2019年12月17日、フジテレビ）
- 捜査会議はリビングで おかわり! 第3話（2020年2月16日、NHK BSプレミアム） - 三船亜実 役
- ハケンの品格（2020年6月17日 - 8月5日、日本テレビ） - 沖田杏奈 役
- キワドい2人-K2-池袋署刑事課 神崎・黒木 第1話（2020年9月11日 - 10月16日、TBS） - 萱島麻衣 役
- ＃リモラブ 〜普通の恋は邪道〜（2020年10月14日 - 12月23日、日本テレビ） - 駒寺夏樹 役
- うつ病九段（2020年12月20日、NHK BSプレミアム） - 水野サキ 役
- シンデレラはオンライン中!（2021年1月12日 - 3月16日、フジテレビ） - 池本海 役
- ざんねんないきもの事典 第19話（2021年2月18日、テレビ東京） - 坂東 役
- イチケイのカラス 第4話（2021年4月26日、フジテレビ） - 吉沢未希 役
- 白い濁流（2021年8月22日 - 10月10日、NHK BSプレミアム） - 吉富汐里 役
- スナック キズツキ 最終話（2021年12月25日、テレビ東京） - 真壁トウコ（若い頃） 役
- アバランチ 第4話・第9話（2021年11月8日・12月13日、関西テレビ） - 上杉亜矢 役
- スタンドUPスタート 第9話（2023年3月15日、フジテレビ） - 瑠奈 役
- ソロ活女子のススメ3 第10話（2023年6月8日、テレビ東京） - カップルの女性客 役
- 口説き文句は決めている（2023年11月24日 - 12月20日、フジテレビ） - 小野田美和 役
- 不適切にもほどがある! 第2話・第9話（2024年2月2日・3月22日、TBS） - 山上 役
- ダブルチート 偽りの警官 Season1 第4話（2024年5月17日、テレビ東京・WOWOW） - まどか 役[4]

### ウェブドラマ
- &美少女 NEXT GIRL meets Tokyo 第7話（2017年5月23日、FOD） - 石野彩美 役
- こんな未来は聞いてない!!（2018年9月29日、全10話、FOD） - 剣崎好美 役
- シンデレラはオンライン中!（2021年1月12日 - 3月16日、FOD） - 池本海 役
- 恋に落ちたおひとりさま〜スタンダールの恋愛論〜 最終話（2022年3月18日、全10話、Amazon Prime Video） - 田島 役
- 口説き文句は決めている（2023年4月12日 - 5月5日、ひかりTVチャンネル・Lemino） - 美和 役

### その他
- SQUARE ENIX「ファイナルファンタジーXIV」（2017年6月13 - 9月12日）
- ミルボン「ブランドムービー」（2020年12月21日 - 2021年12月20日）
- 京王電鉄「プラットガール」（2021年4月1日 - ）
- ゼンショーホールディングス「ジョリーパスタ 2021夏」（2021年5月28日 - 8月27日）
- with「姉さんの恋編」「恋のリズム編」（2021年12月1日 - ）
- LIFULL HOME’S「みんなちがうから、みんなちがう住まい探しを。」『オールスター篇』『立地ハンター篇』（2022年1月14日 - ）